# Szent Miklós híd
A Szent Miklós híd (előző nevén 2007-ig Béke híd, a köznyelvben csak Lépcsős híd), egy az Esztergomban a belvárost a Prímás-szigettel összekötő gyalogos híd. A Kis-Dunán ível át, biztosítva a hajóállomás gyors megközelíthetőségét a belvárosi plébániatemplom felől. A tőle délre lévő Szent Erzsébet híddal, és az északra lévő Bottyán híddal ellentétben ez a híd csak a gyalogos forgalmat szolgálja ki.

## Története

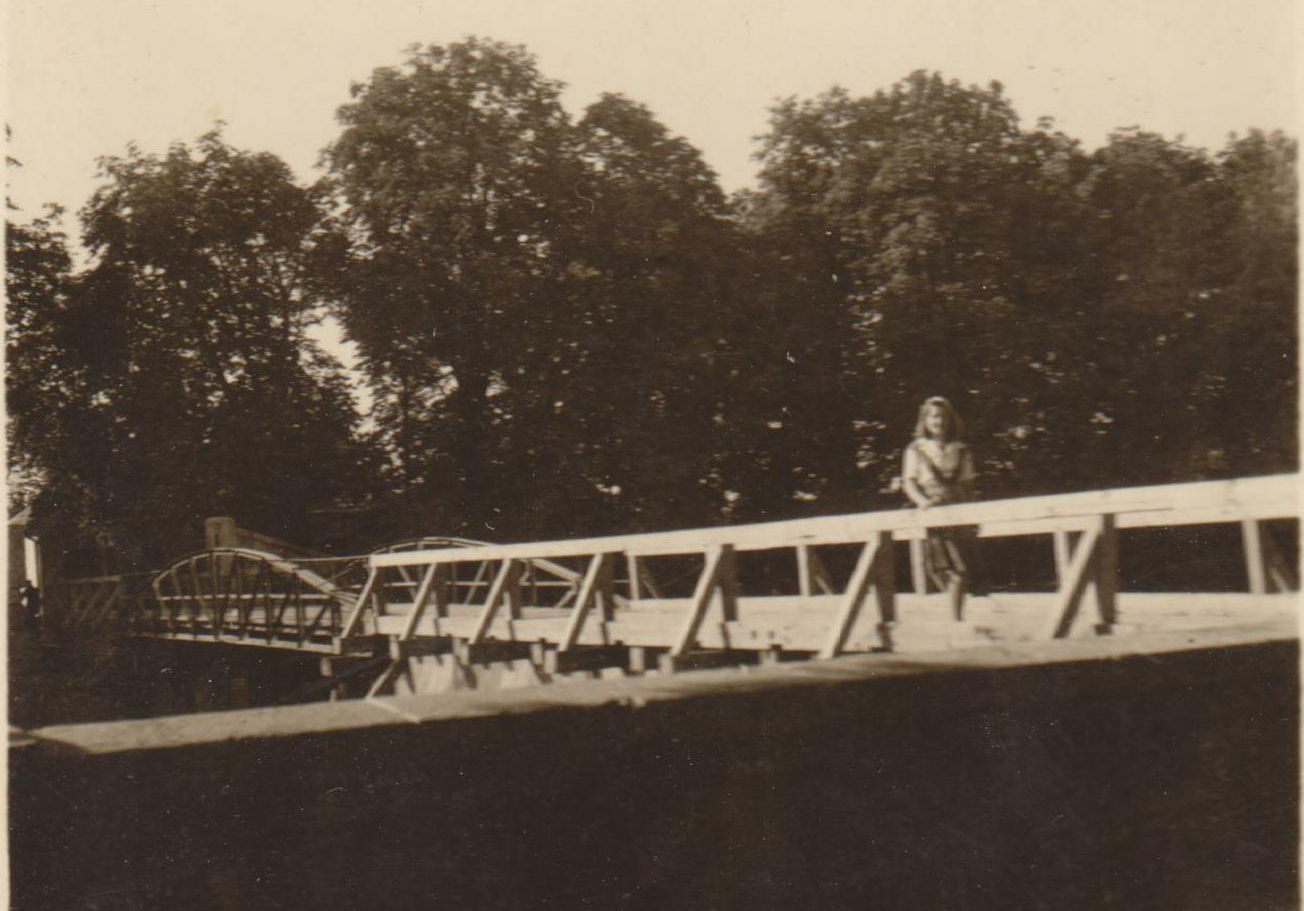
Az ideiglenes Cifra híd 1945-ben

A 19. század utolsó harmadában a mai Szent Miklós híd helyén már állt egy korszerűtlen, fa szerkezetű, híd. Ez volt az úgynevezett Kis híd, vagy Cifra híd. Rossz állapota miatt a kocsiközlekedést többször is be kellett tiltani rajta. A királyváros 1887-ben világította ki. A Cifra híd csak 1911. augusztus 3-ig állhatott, amikor elbontották, hogy a Duna medrének kotrását akadálytalanul elvégezhessék. 
1945-ben egy újabb fahidat emeltek a régi helyére, ami a gyalogos forgalmat szolgálta a belváros és a hajóállomás között. Az 1950-es évek végén, amikor a Műszeripari Művek sporttelepe kiépült, felmerült az ötlet, hogy egy állandó híddal kellene helyettesíteni. Ebben az időben sokkal nagyobb volt a gyalogosforgalom is, mint a mai. A híd tervezését és építését a Hídépítő Vállalat végezte. Az emelt pályaszintű, vasbeton híd tervei 1958 első felében készültek el, de az építkezés 1960-ig elhúzódott. A tervezőknek, Laber Kornélnak és Kenderessy Jánosnak gyakran kellett Esztergomba utazniuk hol a hibásan elhelyezett vasbetétek kényszerű helyreigazítása miatt, hol az útban lévő platánok kivágása miatt. További nehézségeket okozott a hegesztett toldással tervezett betonacélok varratainak az ellenőrzése, a hatalmas mennyiségű beton bedolgozása és a roppant súlyt hordozó állványzat megépítése a Kis-Duna medrében. A híd szerkezete hasonló a Kossuth és a Bottyán hídéhoz. A két parton bebetonozott ellensúlyok egyensúlyozzák ki a víz fölé ívelő konzolokat.